# نیروی زمینی استرالیا

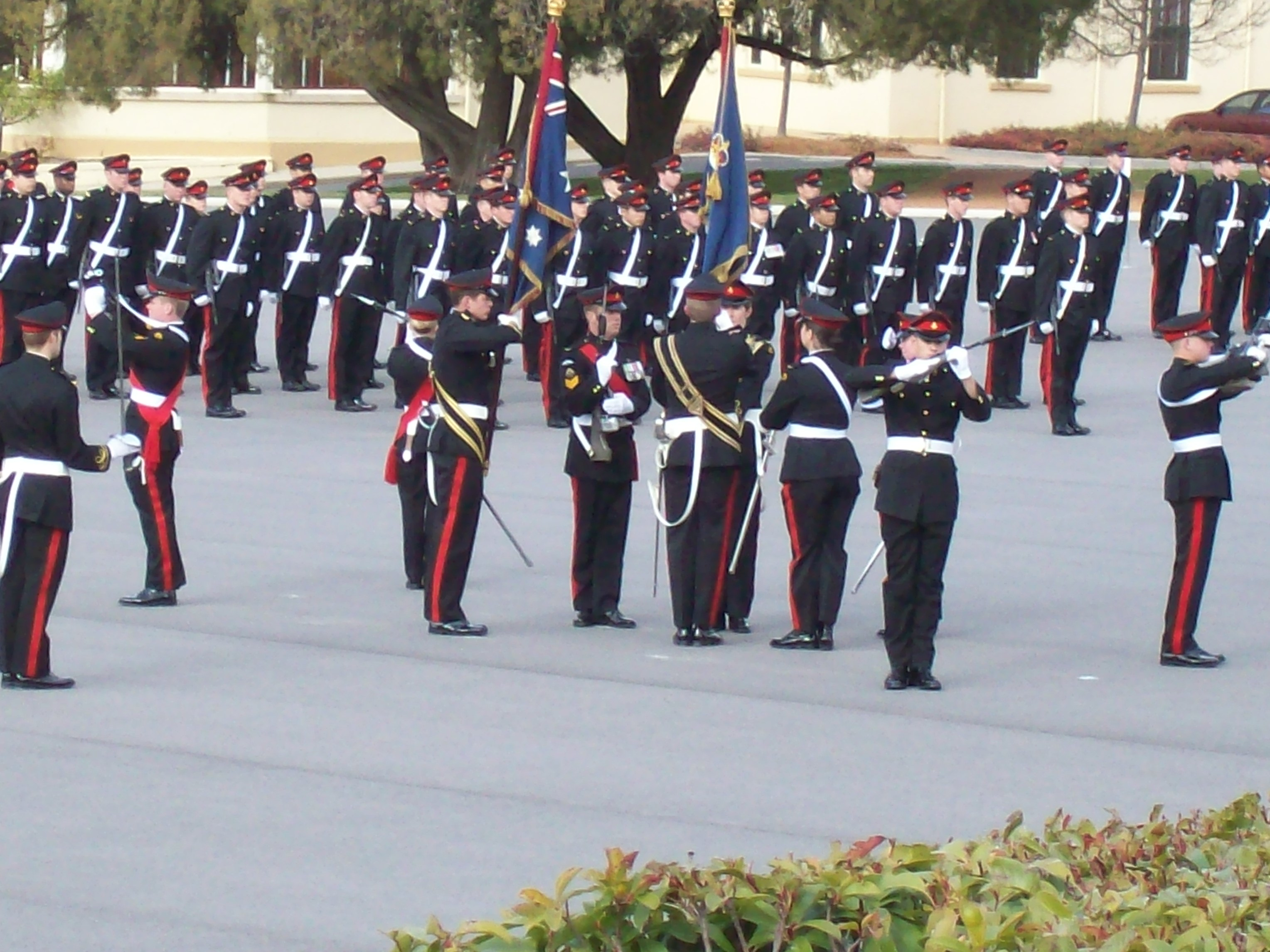
رژه نیروی زمینی استرالیا

نیروی زمینی استرالیا(به انگلیسی: Australian Army) نیروی نظامی زمینی استرالیاست. و بخشی از ارتش استرالیا (ADF) به شمار می‌شود.این ارتش در ۱ مارس ۱۹۰۱ به وجود آمده و ۲۶٬۶۱۱ نفر عضو دارد و در جنگ‌های جنگ جهانی اول، جنگ کره، جنگ ویتنام، جنگ عراق و جنگ افغانستان شرکت کرده‌است.